# Удовольствие — мой бизнес
«Удовольствие — мой бизнес» — низкобюджетный, канадский сексуальный фарс. Распространение и публичная демонстрация фильма запрещена (порнография, садизм, исключительная жестокость или насилие).

## Сюжет
Фильм рассказывает историю молодой представительницы древнейшей профессии, которую высылают из США и она вынуждена искать новое место, которое сможет назвать домом, однако почти все страны не хотят её видеть у себя, так как она «слишком сексуальная». В конце концов, она находит некую вымышленную Европейскую страну, которая соглашается её принять. Однако очень скоро она обнаруживает, что и здесь её взяли не просто так, и очень скоро она снова оказывается в неприятностях — правительство страны обвиняет её в аморальном поведении, чтобы отвести взгляд общественности от своих грязных делишек.

## В ролях
| Актер/Актриса    | Персонаж               |
| ---------------- | ---------------------- |
| Ксавира Холландр | Габриель               |
| Генри Реймр      | Его Превосходительство |
| Колин Фокс       | Фредди                 |
| Дон Каллен       | Шеф полиции            |
| Кеннет Линч      | Альфи                  |
| George Sperdakos | Менеджер отеля         |
| Marvin Goldhar   | Все детективы          |
| Майкл Кирби      | Гус                    |
| Джэйн Иствуд     | Изабелла               |
| Рената Плестина  | Мими                   |
| Моника Паркер    | Доктор Фрида Шласс     |
| Ник Николс       | Соррентино             |
| Сидни Браун      | Умирающий старик       |
| Ричард Дэвидсон  | Журналист              |
| Роберт Гудир     | Сенатор                |
| Дина Кристи      | Эсмемкки               |
| Аллен Доремус    | Т. В. Журналист        |
| Уильям Нанн      | Тех                    |
| Гай Санвидо      | Помощник               |
| Ардон Бесс       | Посол                  |
| Питер МакКоннелл | Пилот                  |